# Piotr Wlazło
Piotr Wlazło (Radom, 3 giugno 1989) è un calciatore polacco, centrocampista del Stal Mielec.

## Carriera
Ha giocato nella massima serie polacca.

## Statistiche

### Presenze e reti nei club
Statistiche aggiornate al 25 giugno 2021.
| Stagione           | Squadra            | Campionato         | Campionato | Campionato | Coppe nazionali | Coppe nazionali | Coppe nazionali | Coppe continentali | Coppe continentali | Coppe continentali | Altre coppe | Altre coppe | Altre coppe | Totale | Totale |
| Stagione           | Squadra            | Comp               | Pres       | Reti       | Comp            | Pres            | Reti            | Comp               | Pres               | Reti               | Comp        | Pres        | Reti        | Pres   | Reti   |
| ------------------ | ------------------ | ------------------ | ---------- | ---------- | --------------- | --------------- | --------------- | ------------------ | ------------------ | ------------------ | ----------- | ----------- | ----------- | ------ | ------ |
| 2011-2012          | Widzew Łódź        | EK                 | 0          | 0          |                 | -               | -               |                    | -                  | -                  |             | -           | -           | 0      | 0      |
| 2012-2013          | Radomiak Radom     | 2L                 | 32         | 4          |                 | -               | -               |                    | -                  | -                  |             | -           | -           | 32     | 4      |
| 2013-2014          | Wisła Płock        | 1L                 | 25         | 1          |                 | -               | -               |                    | -                  | -                  |             | -           | -           | 25     | 1      |
| 2014-2015          | Wisła Płock        | 1L                 | 29         | 1          | CP              | 1               | 0               |                    | -                  | -                  |             | -           | -           | 30     | 1      |
| 2015-2016          | Wisła Płock        | 1L                 | 23         | 2          | CP              | 1               | 0               |                    | -                  | -                  |             | -           | -           | 24     | 2      |
| 2016-2017          | Wisła Płock        | EK                 | 32         | 7          | CP              | 1               | 0               |                    | -                  | -                  |             | -           | -           | 33     | 7      |
| lug.-ago. 2017     | Wisła Płock        | EK                 | 2          | 0          |                 | -               | -               |                    | -                  | -                  |             | -           | -           | 2      | 0      |
| Totale Wisła Płock | Totale Wisła Płock | Totale Wisła Płock | 111        | 11         |                 | 3               | 0               |                    | -                  | -                  |             | -           | -           | 114    | 11     |
| ago. 2017-2018     | Jagiellonia        | EK                 | 25         | 2          |                 | -               | -               |                    | -                  | -                  |             | -           | -           | 25     | 2      |
| lug.-ott. 2018     | Jagiellonia        | EK                 | 1          | 0          |                 | -               | -               |                    | -                  | -                  |             | -           | -           | 1      | 0      |
| Totale Jagiellonia | Totale Jagiellonia | Totale Jagiellonia | 26         | 2          |                 | -               | -               |                    | -                  | -                  |             | -           | -           | 26     | 2      |
| ott. 2018-2019     | Nieciecza          | 1L                 | 20         | 4          | CP              | 1               | 0               |                    | -                  | -                  |             | -           | -           | 21     | 4      |
| 2019-2020          | Nieciecza          | 1L                 | 33         | 9          |                 | -               | -               |                    | -                  | -                  |             | -           | -           | 33     | 9      |
| 2020-2021          | Nieciecza          | 1L                 | 28         | 6          | CP              | 2               | 3               |                    | -                  | -                  |             | -           | -           | 30     | 9      |
| Totale Nieciecza   | Totale Nieciecza   | Totale Nieciecza   | 81         | 19         |                 | 3               | 3               |                    | -                  | -                  |             | -           | -           | 84     | 22     |
| Totale carriera    | Totale carriera    | Totale carriera    | 250        | 36         |                 | 6               | 3               |                    | -                  | -                  |             | -           | -           | 256    | 39     |

## Palmarès

### Club

#### Competizioni nazionali
- I liga: 1

Nieciecza: 2020-2021